# Società Sportiva Juventus Roma 1943-1944
Questa voce raccoglie le informazioni riguardanti la Società Sportiva Juventus Roma nelle competizioni ufficiali della stagione 1943-1944.

## Rosa
| N. |                   | Ruolo | Calciatore        |
| -- | ----------------- | ----- | ----------------- |
|    | Italia (bandiera) | P     | Ippolito Ippoliti |
|    | Italia (bandiera) | P     | Teodorani         |
|    | Italia (bandiera) | D     | Palombini         |
|    | Italia (bandiera) | D     | Egeo Rossi        |
|    | Italia (bandiera) | C     | Massimo Caristi   |
|    | Italia (bandiera) | C     | Melanconici       |
|    | Italia (bandiera) | C     | Novelli           |
|    | Italia (bandiera) | C     | Ranieri I         |
|    | Italia (bandiera) | C     | Rosini            |
|    | Italia (bandiera) | A     | Argentieri II     |
|    | Italia (bandiera) | A     | Bruno Civran      |

| N. |                   | Ruolo | Calciatore         |
| -- | ----------------- | ----- | ------------------ |
|    | Italia (bandiera) | A     | Diotallevi         |
|    | Italia (bandiera) | A     | De Bernardi        |
|    | Italia (bandiera) | A     | De Felici          |
|    | Italia (bandiera) | A     | Innocenti          |
|    | Italia (bandiera) | A     | Oberdan Marchionni |
|    | Italia (bandiera) | A     | Morelli            |
|    | Italia (bandiera) | A     | Guido Muzzioli     |
|    | Italia (bandiera) | A     | Napoli             |
|    | Italia (bandiera) | A     | Ranieri II         |
|    | Italia (bandiera) | A     | Stentella          |
|    | Italia (bandiera) | A     | Zandri             |